# وزارة التربية والتعليم (الصومال)
وزارة التربية والتعليم الصومالية (بالصومالية: Wasaaradda Waxbarashada)‏ هي الوزارة المسؤولة عن التعليم في الصومال، وزير التربية والتعليم الصومالي الحالي هو فارح شيخ عبد القادر محمد.
في 29 أكتوبر 2022 تعرض مجمع الوزارة في العاصمة الصومالية مقديشو لهجوم من قبل إرهابيين ما أسفر عن مقتل ما لا يقل عن 100 شخص. 

## مقدمة
تعتبر زارة التعليم والثقافة الجهة المسؤولة عن التعليم والثقافة في الصومال. وتمتلك الوزارة عشر إدارات، في 17 يناير 2014 أصدر رئيس الوزراء عبد الولي شيخ أحمد قرارا بتقسيم الحقيبة الوزارية إلى وزارتين هما التربية والتعليم ووزارة الثقافة والتعليم العالي. 

## الهيكل الإداري
- وزير التربية
  - نائب وزير
    - الأمين العام
    - تحت سلطة الأمين العام
      - شعبة التدقيق الداخلي
      - وحدة الاتصال المؤسسي
      - وحدة الأداء التعليمي والتنفيذ

    - نائب الأمين العام (المسؤول عن تطوير التعليم)
      - شعبة تطوير التعليم
      - قسم المشتريات وإدارة الأصول
      - قسم السياسة والعلاقات الدولية

    - نائب الأمين العام (الإدارة)
      - قسم التمويل
      - شعبة إدارة الموارد البشرية
      - قسم الحساب

    - مدير عام التربية والتعليم
      - نائب مدير عام التربية والتعليم
        - شعبة التخطيط والبحوث التربوية
        - شعبة تطوير المناهج
        - نقابة الامتحانات

      - تحت سلطة مدير عام التربية والتعليم
        - إدارة التربية والتعليم في بنادر
        - قسم تعليم شبيلي السفلى
        - قسم التعليم باي
        - قسم التعليم باكول
        - قسم التعليم في جدو
        - قسم التعليم في وسط جوبا
        - قسم تعليم جوبا السفلى
        - قسم تعليم شبيلي الوسطى
        - قسم التعليم هيران
        - قسم التعليم في جلجدود
        - وزارة التربية والتعليم بولاية بونتلاند
        - وزارة التربية والتعليم بولاية صوماليلاند

      - قسم المظلة والتعليم الأهلي
      - قسم المدارس الحكومية
      - مكتب الامتحانات والشهادات

## قائمة الوزراء[5]
- علي جراد جامع ( يوليو 1960 - يوليو 1961)[6] تحت مسمى (وزارة التربية والتعليم)
- محمد إبراهيم حاج عقال (يوليو 1961 - نوفمبر 1962) تحت مسمى (وزارة التربية والتعليم)
- يوسف إسماعيل سمتر (نوفمبر 1962 - سبتمبر 1964) تحت مسمى (وزارة التربية والتعليم)
- كينديد أحمد يوسف (سبتمبر 1964 - يوليو 1967)[7] تحت مسمى (وزارة التربية والتعليم)
- آدم إسحاق أحمد (يوليو 1967 - أكتوبر 1969)[7] تحت مسمى (وزارة التربية والتعليم)
- حسن علي مري (أكتوبر 1969 - يوليو 1970) تحت مسمى (وزارة التربية والتعليم)
- عبد الرزاق محمود أبو بكر (يوليو 1970 - ديسمبر 1974) تحت مسمى (وزارة التربية والتعليم)
- محمد حسن جهير (ديسمبر 1974 - ديسمبر 1974) تحت مسمى (وزارة التربية والتعليم)
- شريف صالح محمد (ديسمبر 1974 - يوليو 1976) تحت مسمى (وزارة الثقافة والتعليم العالي)
- آدم محمد علي (يوليو 1976 - يوليو 1976) تحت مسمى (وزارة التربية والتعليم)
- عمر عرتي غالب (يوليو 1976 - أبريل 1978) تحت مسمى (وزارة الثقافة والتعليم العالي)
- أحمد أشكر بوتان (أبريل 1978 - مارس 1982) تحت مسمى (وزارة الثقافة والتعليم العالي)
- عبد الرحمن عبد الله عثمان "شوكي" (مارس 1982 - مارس 1982) تحت مسمى (وزارة التربية والتعليم)
- عبد القاسم صلاد حسن (مارس 1982 - ديسمبر 1987) تحت مسمى (وزارة الثقافة والتعليم العالي)
- عبد الله محمد مري (ديسمبر 1987 - يونيو 1988) تحت مسمى (وزارة التربية والتعليم)
- عبد السلام شيخ حسين (يونيو 1988 - فبراير 1990) تحت مسمى (وزارة الثقافة والتعليم العالي)
- عبد الله محمد مري (فبراير 1990- سبتمبر 1990) تحت مسمى (وزارة الثقافة والتعليم العالي)
- أحمد حبيب محمد (سبتمبر 1990 - 1991) تحت مسمى (وزارة الثقافة والتعليم العالي)
- محمد مطني برالي (أكتوبر 2000 - أكتوبر 2000) تحت مسمى (وزارة التربية والتعليم)
- محمد علي أحمد "كلاي" (أكتوبر 2000 - فبراير 2001) تحت مسمى (وزارة الثقافة والتعليم العالي)
- حسين محمد عثمان (فبراير 2001 - فبراير 2001) تحت مسمى (وزارة التربية والتعليم)
- زكريا محمود شيخ عبدي (فبراير 2001 - ديسمبر 2003) تحت مسمى (وزارة الثقافة والتعليم العالي)
- علي حاشي محمود سهل (ديسمبر - ديسمبر 2003) تحت مسمى (وزارة التربية والتعليم)
- زكريا محمود شيخ عبدي (ديسمبر 2003 - يناير 2005) تحت مسمى (وزارة الثقافة والتعليم العالي)
- علي عبد الله عسبلي (يناير 2005 - يناير 2005)[8] تحت مسمى (وزارة التربية والتعليم)
- حسين محمود شيخ حسين (يناير 2005 - أغسطس 2006) تحت مسمى (وزارة الثقافة والتعليم العالي)
- عبد الرحمن عبدي واري (أغسطس 2006 - أغسطس 2006) تحت مسمى (وزارة التربية والتعليم)
- حسين محمود شيخ حسين (أغسطس 2006 - يناير 2008) تحت مسمى (وزارة الثقافة والتعليم العالي)
- عيديد عبد الله إلكحنف ( يناير 2008 - فبراير 2009)[9] تحت مسمى (وزارة التربية والتعليم)
- أحمد عبد الله واييل (فبراير 2009 - 3 ديسمبر 2009)[10] حقيبة (وزارة الثقافة والتعليم العالي)
- ابراهيم حسن عدو (فبراير 2009 - 3 ديسمبر 2009)[10] حقيبة (وزارة التربية والتعليم)
- عبد النور شيخ محمد (نوفمبر 2010 - يوليو 2011)[11] تحت مسمى (وزارة الثقافة والتراث والتعليم العالي)
- أحمد عيديد إبراهيم (يوليو 2011 - نوفمبر 2012)[12] تحت مسمى (وزارة الثقافة والتراث والتعليم العالي)
- مريم قاسم أحمد (نوفمبر 2012 - يناير 2014)[13] تحت مسمى (وزارة التنمية البشرية والخدمات العامة)
- أحمد محمد جراسي (يناير 2014- يناير 2015)[14] تحت مسمى (وزارة التربية والتعليم)
- دعالي آدم محمد (يناير 2014 - فبراير 2015) تحت مسمى (وزارة الثقافة والتعليم العالي)
- عبد الله أحمد جامع (يناير 2015 - يناير 2015)[15] تحت مسمى (وزارة التربية والتعليم)
- خضرة بشير علي (فبراير 2015 - يونيو 2016)[16] تحت مسمى (وزارة التربية والتعليم)
- عبد القادر عبد النور حاشي (يونيو 2016 - مارس 2017)[17] تحت مسمى (وزارة التربية والتعليم)
- عبد الرحمن طاهر عثمان (مارس 2017 - أغسطس 2018)[18] تحت مسمى (وزارة الثقافة والتعليم العالي)
- عبد الله جودح بري (أغسطس 2018 - أكتوبر 2020) تحت مسمى (وزارة الثقافة والتعليم العالي)
- عبد الله أبو بكر حاجي (أكتوبر 2020 - أغسطس 2022)[19] تحت مسمى (وزارة الثقافة والتعليم العالي)
- فارح شيخ عبد القادر محمد (أغسطس - حتى الآن)[20] تحت مسمى (وزارة الثقافة والتعليم العالي)

## روابط خارجية
- موقع الوزارة الرسمي